# Visión de Juan del Hijo del Hombre

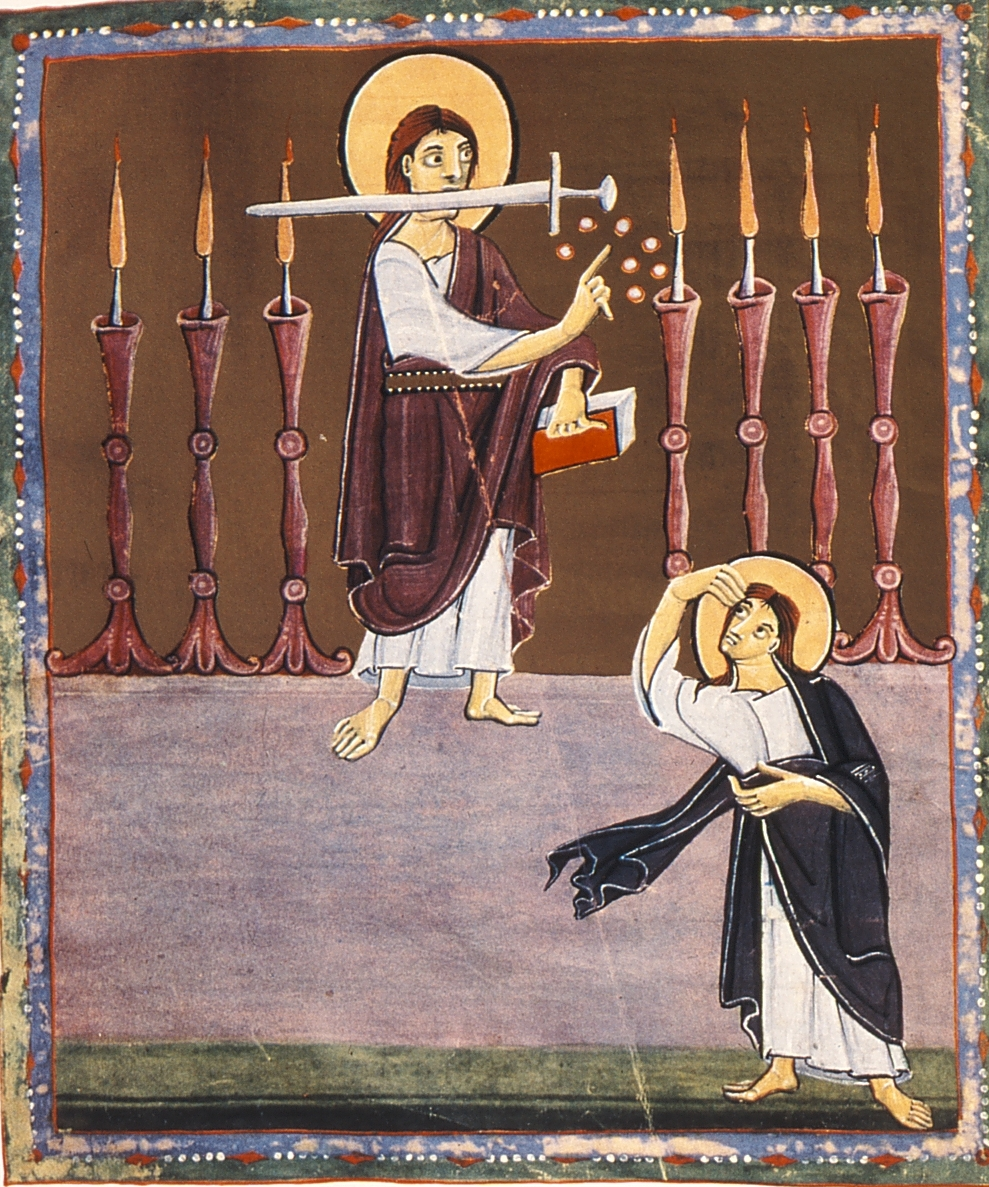
Ilustración desde el Apocalipsis de Bamberg del Hijo del Hombre entre los siete candeleros.

La visión de Juan del Hijo del Hombre, también conocida como la Visión de Cristo de Juan,  se describe en el Libro del Apocalipsis,(Apocalipsis 1:9-20). Juan mira una visión del resucitado, ascendido y glorificado Jesucristo, a quien describe como «uno semejante al Hijo del Hombre» (versículo 13). Jesús es retratado en esta visión como teniendo una túnica con un cinto de oro, cabello blanco, ojos como llama de fuego, pies como bronce y una voz como el estruendo de muchas aguas. Posee siete estrellas en su mano derecha y tiene una espada de doble filo que sale de su boca.  Los cristianos interpretan la visión como la única descripción física identificable de Jesús en cualquier forma en el canon bíblico cristiano.

## Trasfondo
Juan, el autor del Apocalipsis, fue exiliado a la isla de Patmos, posiblemente durante el reinado del emperador Domiciano. Él escribe que él estaba en el día del Señor «en el Espíritu», y oyó una voz fuerte «como de trompeta» (1:10). Cuando se dio la vuelta, vio a la figura del Hijo del Hombre. En 1:18, la figura que Juan observa se identifica a sí misma como «el primero y el último», diciendo «estuve muerto; mas he aquí que vivo por los siglos de los siglos», una referencia a la resurrección de Jesús.

## Conexión con el resto del libro
Parte del lenguaje utilizado en Apocalipsis 1 también se usa en Apocalipsis 19 para describir el jinete sobre el caballo blanco. En ambos lugares tiene una espada que sale de la boca (1:16 y 19:15) y tiene «ojos como llama de fuego» (1:14 y 19:12).
El Hijo del Hombre en este pasaje es retratado como caminando (2:1) entre los siete candeleros, que representan las siete iglesias (1:20). Los capítulos 2 y 3 reportar las cartas escritas a las siete iglesias por Juan como le fue revelado por el Hijo del Hombre. En 1:11 dice, «Escribe en un libro lo que ves, y envíalo a las siete iglesias», mientras que a través de las cartas él se identifica en términos de la visión, como «El que tiene la espada aguda de dos filos dice esto» (2:12).

## Explicación e interpretación
William Hendriksen sugiere que la totalidad de la visión «es símbolo de Cristo, el Santo, que viene para depurar sus iglesias», y para «castigar a los que están persiguiendo a sus escogidos».
| Elemento                                       | Significado sugerido |
| ---------------------------------------------- | --- |
| Túnica y cinto de oro                          | «Recordatorios de la vestimenta oficial del Sumo Sacerdote». |
| Cabello blanco                                 | Como el Anciano de Días en Daniel 7 «La sabiduría y la dignidad de la edad». |
| Ojos como llama de fuego                       | Ellos «leen cada corazón y penetran todos los rincones ocultos». |
| Pies como bronce                               | Solidez y estabilidad Pisoteando enemigos. |
| Voz como estruendo de muchas aguas             | «El poder imponente de una gran cascada». |
| Sosteniendo siete estrellas en su mano derecha | Pléyades. Autoridad política suprema. «La mano derecha se puede interpretar como una fuente de poder y protección». Imágenes astrológicas: «Las estrellas pueden considerarse como controlando el destino humano, pero Jesús controla las estrellas». |
| Espada aguda de dos filos que sale de su boca  | «Su Palabra que trabaja para salvar y para destruir». |
| Cara como el sol                               | Como en la Transfiguración. |

## Significado de las siete estrellas

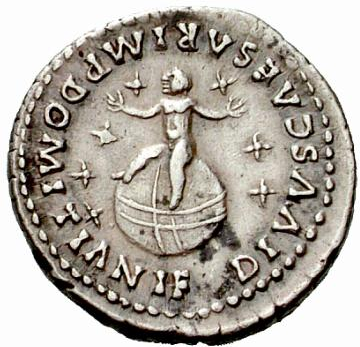
Reverso de un denario de Domiciano que representa a su hijo con siete estrellas.

Un aspecto de la visión es la representación de Jesús sosteniendo siete estrellas en su mano derecha. Un motivo de este tipo también se encuentra en las monedas del emperador Domiciano. En algún momento entre los años 77 y 81 d. C., el hijo pequeño de Domiciano murió. Posteriormente fue deificado y es retratado en las monedas de Domiciano, con siete estrellas. Ernest Janzen argumenta que el mundo donde se alza el niño representa el dominio mundial y el poder, mientras que las estrellas indican su naturaleza divina; que se representa como «el hijo de (un) dios» y «conquistador del mundo». Austin Farrer, por otro lado, los lleva a ser los siete planetas clásicos, e interpreta la visión como la representación de señorío de Cristo en el tiempo.
Aunque no puede decirse que el hijo de Domiciano era representado como dominanado las estrellas, algunos estudiosos han trazado paralelos entre las evidencias numismáticas y bíblicas. Frederick Murphy señala que «la imagen en el Apocalipsis de Jesús con siete estrellas en su mano puede ser una alusión a esa moneda y una crítica implícita de la misma. No es la familia imperial romana la que tiene un significado cósmico, sino Jesús». Gordon Franz sugiere que Juan incluso pudo haber tenido esta moneda frente a él cuando escribió las palabras del Apocalipsis 1.
Juan nos dice en Apocalipsis 1:20 que las siete estrellas son los ángeles de las siete iglesias. Al comentar este versículo, C. I. Scofield dice: «La explicación natural de los ‹mensajeros› [los ángeles] es que eran hombres enviados por las siete iglesias para determinar el estado del anciano apóstol [...] pero ninguna figura porta los mensajes de Dios a una iglesia». En el Nuevo Testamento, la palabra griega para los ángeles (aggelos) no solamente se utiliza para los ángeles celestiales, sino también se utiliza para los mensajeros humanos, como Juan el Bautista (Mateo 11:10, Marcos 1:2, Lucas 7:27). Merrill Unger opina que los mensajeros humanos constituyen el significado de las estrellas.